# Conlie
Conlie é uma comuna francesa na região administrativa do País do Loire, no departamento de Sarthe. Estende-se por uma área de 17.16 km². Em 2010 a comuna tinha 1 919 habitantes (densidade: 111,8 hab./km²).